# ブリッテン・モーターサイクル・カンパニー
ブリッテン・モーターサイクル・カンパニー (Britten Motorcycle Company) は、ニュージーランドのクライストチャーチにあるオートバイメーカーで、ジョン・ブリッテンにより1992年に設立された。

## 概要
ブリッテンのオートバイは、エンジンブロックをシャシーのストレスメンバーとして組み立てられ、炭素繊維を多用したフェアリングとホイール、スイングアームを取り付けられていた。